# خروش برای انتقام
خروش برای انتقام (به انگلیسی: Screaming for Vengeance) عنوان هشتمین آلبوم استودیویی از گروه هوی متال بریتانیایی جوداس پریست است. این آلبوم در استودیویی به نام آیبیز ساند در آیبیز اسپانیا ضبط ود ر استودیوهای بیجی رکوردینگ و بای‌شور رکوردینگ در فلوریدا آمریکا میکس شد و برای اولین بار در ۱۷ ژوئیه ۱۹۸۲ منتشر گشت. همچنین نسخه دیگری از این آلبوم به صورت ضبط مجدد در مه ۲۰۰۱ منتشر شده‌است.
بر روی پشت جلد خروش برای انتقام این جمله نقش بسته‌است:
 سربازی بالدار از سرزمینی ناشناخته و از آسمان‌های دوردست آمده‌است. هیچ چیز مقدسی دیگر باقی نمانده و کسی از دست این موجود دوزخی در امان نیست آنچنانکه او ادعا کرده این جنگ فقان است… خروش برای انتقام
این آلبوم توانست در انگلستان به مقام ۱۱ برسد و در جدول بیلبورد ۲۰۰ رتبه هفدهم را از آن خود کند و بدین صورت آلبوم خروش برای انتقام، جوداس پریست را به شهرتی بیش از پیش رساند. این آلبوم نشان گلد را در ۲۹ اکتبر ۱۹۸۲ بدست آورد و در ۱۸ آوریل ۱۹۸۳ برنده نشان پلاتینیوم گشت. همچنین در ۱۶ اکتبر ۲۰۰۱ نشان دبل پلاتینیوم نیز به این آلبوم تعلق گرفت. خروش برای انتقام در جدول صد آلبوم برتر هوی متال وبگاه متال‌رولز رتبه دهم را از آن خود کرده‌است. در هنگام برگزاری تور آمریکا در جهت تبلیغ این آلبوم، جوداس پریست با گروه‌های آیرن میدن و اوریا هیپ همراه شد.

## فهرست آهنگ‌ها
تمامی آهنگ‌های این آلبوم توسط راب هالفرد، کی.کی. داونینگ و گلن تیپتون آهنگسازی شده‌است.
| شماره | نام آهنگ                              | مدت  |
| ----- | ------------------------------------- | ---- |
| ۱     | «دوزخی»                               | ۰:۴۱ |
| ۲     | «چشم الکتریکی»                        | ۳:۳۹ |
| ۳     | «راندن بر باد»                        | ۳:۰۷ |
| ۴     | «بلاداستون»                           | ۳:۵۱ |
| ۵     | «(بازکن اینها را) زنجیره»             | ۳:۰۷ |
| ۶     | «درد و لذت»                           | ۴:۱۷ |
| ۷     | «خروش برای انتقام»                    | ۴:۴۳ |
| ۸     | «تو در آینده بیشتر به دست خواهی آورد» | ۵:۰۹ |
| ۹     | «هیجان»                               | ۵:۲۰ |
| ۱۰    | «کودک ابلیس»                          | ۴:۴۸ |

### قطعات اهدایی در نسخه ۲۰۰۱
| شماره | نام آهنگ                                        | مدت  |
| ----- | ----------------------------------------------- | ---- |
| ۱     | «زندانی چشمان تو (دوره توربو، ۱۹۸۵)»            | ۷:۱۲ |
| ۲     | «کودک ابلیس (اجرای زنده ممفیس، ۱۲ دسامبر ۱۹۸۲)» | ۵:۰۲ |

## اجراهای مجدد
- گروه سپولترا آهنگ «خروش برای انتقام» را در آلبوم دانتهXXI کاور کرده‌است.
- آیسد ارث نیز آهنگ «خروش برای انتقام» را در آلبوم گرامی‌داشت برای خدایان کاور کرده‌است.
- استراتوواریوس در آلبوم وقفه قطعه «بلاداستون» را به صورت اجرای مجدد ضبط کرده‌است.
- هلووین گروه پاور متال آلمانی قطعات «دوزخی/چشم الکتریکی» را در تک آلبوم زمان وفای به پیمان کاور کرده‌است . همچنین این قطعات در آلبوم [[صندوق گنج (آلبوم)|صندوق گنج]] نیز وجود دارد.
- گروه ساکسون قطعه «تو در آینده بیشتر به دست خواهی آورد» را در آلبوم گرامیداشت جوداس پریست کاور کرده‌است.
- ویرجین استیل نیز قطعه «خروش برای انتقام» را در آلبوم اسطوره‌های متال قسمت دوم - گرامیداشتی برای جوداس پریست کاور کرده‌است.

## اعضای گروه
- راب هالفرد - خواننده
- کی.کی. داونینگ - گیتار
- گلن تیپتون - گیتار
- یان هیل - گیتار باس
- دیو هالند - درامز